# Petersberghalle

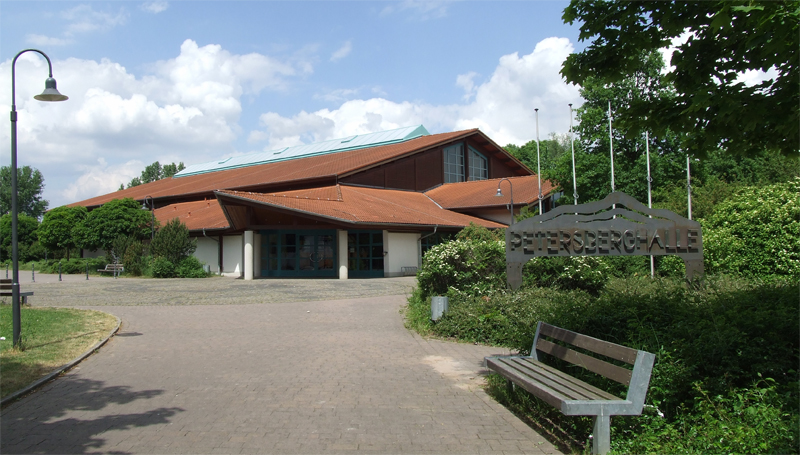
Eingangsbereich der Petersberghalle

Die Petersberghalle ist eine Mehrzweckhalle in Gau-Odernheim. Sie wurde 1990 eingeweiht und ist nach der gleichnamigen Hügelkuppe, an dessen Fuß sie liegt, benannt. Die Halle kann für Sportveranstaltungen, aber auch für Feiern und Ausstellungen genutzt werden.

## Daten
Der umbaute Raum beträgt 19.937,36 m². Die Nutzfläche beträgt 2.595,62 m², wovon 1.659,41 m² für die sportliche Nutzung geeignet sind. Die Mehrzwecknutzungsfläche beträgt 936,21 m².
Die große Sporthalle kann mittels eines Vorhangs in zwei kleinere Hallen unterteilt werden. Sie besitzt eine Bühne für Unterhaltungsveranstaltungen. Bei Sportveranstaltungen mit Publikum lässt sich die eine Wand der Halle als Sitztribüne ausfahren und bietet dann für 400 Zuschauern Platz. Gegenüber befinden sich Räume mit „Garagentoren“, die Sportgeräte beherbergen. Über diesen Räumen sind die Umkleidekabinen für Sport-Mannschaften und Schiedsrichter untergebracht. Bei kompletter Bestuhlung für eine Veranstaltung auf der Bühne passen 910 Personen in die Halle.
Der vorhandene Gesellschaftsraum kann ebenfalls geteilt werden. Zu ihm gehört eine Küche.
Seit 1993 werden laut Vertrag anfallende Kosten zu 60 % von der Verbandsgemeinde Alzey-Land und zu 40 % von der Ortsgemeinde Gau-Odernheim getragen.

## Nutzung
Die Halle wird hauptsächlich von der direkt gegenüber befindlichen Realschule am Alten Schloss (ehemals: Grund- und Hauptschule), sowie von den ortsansässigen Vereinen benutzt.
Der TSV Gau-Odernheim trägt seit 1990 einmal im Jahr das nationale Hallenfußballturnier der U19-Junioren aus, bei dem unter anderen die Junioren der Mannschaften von 1. FSV Mainz 05, 1. FC Kaiserslautern, Arminia Bielefeld, Hansa Rostock, Eintracht Frankfurt, VfL Bochum, Karlsruher SC, Hertha BSC, 1. FC Köln und der Gastgeber teilnehmen. Zudem haben auch viele bekannte Spieler an diesem Turnier teilgenommen wie z. B. Robert Enke, Timo Hildebrand und Dimo Wache.
Im August 2011 wurde eine Solaranlage auf dem Dach installiert, welche 120.000 Kilowatt im Jahr produzieren soll.
Am 17. Februar 2016 nutzte die CDU Rheinland-Pfalz die Halle für eine Wahlveranstaltung zur Landtagswahl. Da die Halle die größte im Wahlkreis Alzey ist und durch ein Losverfahren als Gastrednerin Bundeskanzlerin Angela Merkel gezogen wurde, sowie die Spitzenkandidatin Julia Klöckner die im Wahlkreis kandidierende Ulla Vollmer unterstützten. Die Veranstaltung wurde von 1.400 Zuhörern verfolgt.
Am 13. November 2020 übergab der rheinland-pfälzische Innenminister Roger Lewentz einen Bewilligungsbescheid bzw. Förderbescheid des Landes für das Generalsanierungvorhaben in Höhe von 2,37 Millionen Euro. Die Sanierung wurde 2023 abgeschlossen. Auf der Dachfläche wurde eine Photovoltaikanlage installiert. Im Außenbereich in Eingangsnähe befindet sich nun ein überdachter Fahrradstellplatz, bei der es auch die Gelegenheit gibt, Akkus von Fahrrädern und Mobiltelefonen aufzuladen.

## Außenbereich

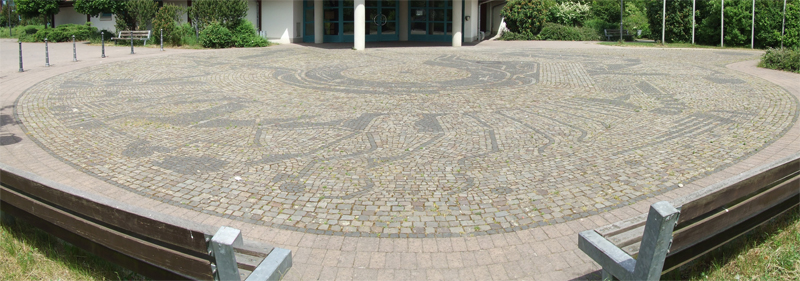
Pflastermosaik vor dem Eingang

Vor der Halle befinden sich zwei große Parkplätze. Vor dem Eingangsbereich ist ein großes mit Pflastersteinen gestaltetes Mosaik angebracht. Hinter der Halle befindet sich eine Freilichtbühne auf der ebenfalls Veranstaltungen stattfinden können.